# Équilibre d'un navire sous voiles

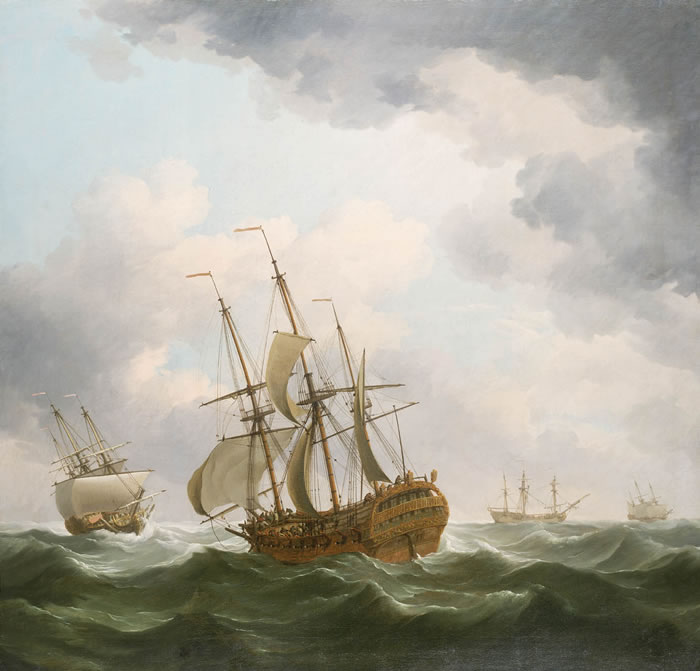
Exemple de voilier sous voile avec toile du temps, gîte et vent fort.

Un voilier utilise les voiles comme moyen de propulsion. Quand les voiles sont hissées, elles produisent des efforts qui vont d'une part propulser le navire et d'autre part faire changer l'assiette et la gîte du navire. Le voilier s'équilibre naturellement, la page décrit cet équilibrage.

## Équilibre sous voiles
Le principe fondamental de la dynamique s'applique aussi au bateau entier sous voile : il y a conservation de la quantité de mouvement.
{\displaystyle {\frac {d(m{\vec {V}})}{dt}}=\sum {{\vec {\mathrm {F} }}_{i}}} ;
où
- {\displaystyle {\vec {\mathrm {F} }}_{i}} désigne les forces extérieures exercées sur le voilier ;
- m est la masse du voilier ;
- {\displaystyle {\vec {V}}} correspond à la vitesse de son centre d'inertie G ou vitesse du bateau.

L'intégration du principe fondamental de la dynamique fera apparaître une équation similaire sur les moments.
Les forces extérieures exercées sur le navire sont :
- les forces exercées par le vent, qui se décomposent en :
  - les forces des voiles ;
  - les forces exercées par l'air sur le reste du navire : œuvres mortes, superstructure, et gréement ;
- les forces de gravité s'exerçant sur le voilier ;
- les forces exercées par l'eau sur la carène qui se décomposent en :
  - force hydrostatique (la poussée d'Archimède) ;
  - forces hydrodynamiques (les forces de résistance à l'avancement).

Dans des conditions normales, la vitesse du vent étant modérée, si le navire a un faible fardage, les efforts exercés par l'air sur le navire (hors voilure) peuvent être considérés comme négligeables. Cela revient à dire que œuvres mortes, superstructure, et gréement sont de piètres voiles.
Dans une approche simpliste, considérons un voilier à vitesse constante, l'accélération est nulle {\displaystyle {\frac {d({\vec {V}})}{dt}}={\vec {0}}} . Bien entendu cela reste faux car le voilier accélère et décélère constamment : il gîte, tangue en permanence, il butte contre les vagues puis part en surf, etc. mais cela reste une bonne approximation.
L'équation se réduit pour les forces à :
{\displaystyle {\vec {0}}={\vec {\mathrm {F} }}_{voile}+{\vec {\mathrm {F} }}_{carene}+{\vec {\mathrm {F} }}_{gravite}}
pour les moments en un point quelconque P à :
{\displaystyle {\vec {0}}={\vec {\mathrm {M} }}_{voile/P}+{\vec {\mathrm {M} }}_{carene/P}+{\vec {\mathrm {M} }}_{gravite/P}}
Le remplissage de ballasts ou autres est suffisamment lent pour considérer que le voilier ne change pas de poids dans l'équation précédente. Il suffit de comptabiliser le moindre poids. Le calcul de cette force est donc facile, fastidieux peut être, mais facile. Le calcul peut devenir bien plus ardu quand des éléments bougent donc le centre de gravité va bouger. De même le calcul du centre de gravité associé au navire est calculé en effectuant le barycentre de chaque poids comptabilisé.
Il reste donc à se pencher sur les deux autres inconnues de l'équation : la carène et la voilure.
Comme la position du centre de gravité est connue et ne bouge pas, il devient naturel de choisir comme point P le centre de gravité G du navire. Or au point G, {\displaystyle {\vec {\mathrm {M} }}_{gravite/G}={\vec {0}}}, donc l'équation de moment se réduit à :
{\displaystyle {\vec {0}}={\vec {\mathrm {M} }}_{voile/G}+{\vec {\mathrm {M} }}_{carene/G}}
soit
Équilibre de moments aérodynamiques (forces s'exerçant sur la voilure) et des moments hydrodynamiques (forces s'exerçant sur la carène).
Calculer les efforts de l'eau sur la carène du navire revient à calculer les efforts du vent sur les voiles.

## Centres
À chaque effort de l'équation précédente correspond un point d'application nommé centre, , . Pour la gravité, le lieu d'application de cet effort est nommé centre de gravité. Pour le vent, le centre est nommé centre vélique. Pour l'eau ou les efforts sur la carène, l'effort est similaire à l'effort sur une voile. Le profil est alors la carène, et le fluide l'eau. L'effort a deux origines :
- L'eau est bien plus dense que l'air, la poussée d'Archimède n'est plus négligeable. La poussée d'Archimède génère un effort permanent dû à la pression de l'eau sur la coque, le centre associé est nommé centre de carène
- En se déplaçant dans l'eau, la carène se comporte comme un profil. Le centre associé au lieu d'application de cet effort se nomme centre de dérive aussi nommé centre anti-dérive selon la littérature. Dans la pratique l'effort est décomposé en deux : 
  - la partie parallèle au bateau nommé traînée
  - la partie perpendiculaire au bateau nommée force anti-dérive.

### Centre de gravité noté CG
L'effort est purement vertical. L'effort est constant ou ne varie que très lentement (remplissage de ballast par exemple). Conséquence le centre est fixe ou ne bouge que très lentement en général sauf quand des équipiers se déplacent sur des petites unités, des dériveurs ou planches à voile, le centre bouge fortement par contre dans ce cas l'effort reste toujours constant.

### Centre de carène noté CC
L'effort est purement vertical. L'effort n'est pas constant mais en moyenne il varie peu, car il compense principalement le poids du navire. Le centre fortement lié à la gîte au lacet et tangage bouge fortement. Par nature lié à la carène, le centre de carène est situé dans les œuvres vives en bas du voilier.
Il faut soulever un point majeur pour la suite de l'article, le calcul du centre anti-dérive et du centre de carène est très ardu. Ils dépendent de deux facteurs extérieurs variables :
- de l'état de la mer, c'est-à-dire de la forme de la surface de la mer
- des courants marins

et deux internes :
- la vitesse du navire
- de la position du navire (gîte, tangage, et lacet)

Or il est évident que le haut d'une vague apporte une poussée d'Archimède alors que le creux diminue la poussée d'Archimède. la houle change la surface mouillée de la carène en permanence. Même à l'arrêt le centre de carène bouge en permanence. Le déplacement du navire complique encore la tâche car le déplacement du bateau génère ses propres vagues qui se cumulent et interagissent avec les vagues de houle. Le centre de carène est aussi difficile à calculer. Les vagues (houle et déplacement) changent la surface mouillée de carène en permanence. Donc la surface du profil change en permanence. Donc le centre de dérive change de position en permanence. La conclusion est la même pour les efforts associés aux centres
Par la suite pour simplifier, la mer sera toujours plate, même si le navire est en mouvement et sans courant marin.

### Centre de dérive (ou anti dérive) noté CD
En plus des remarques déjà faites dans le paragraphe centre de carène, le centre de dérive est situé dans les œuvres vives donc en bas. L'effort associé au centre de dérive est composé d'une résistance à l'avancement du navire et également si les œuvres vives se comportent comme un profil à une portance perpendiculaire à la résistance à l'avancement.
Le centre de dérive inclut toutes les œuvres vives donc également les appendices : safran, quille, foil, plan anti-dérive.
Il n'est pas rare que la littérature décompose la carène en plusieurs parties: la coque et ses appendices (coque, safran, quille, dérive ...) et donc décompose le centre en plusieurs sous-centres.

### Centre vélique noté CV
Il est forcément dans les hauts au niveau des voiles. Comme le centre anti dérive, l'effort se décompose en une composante portance et une composante traînée. Vu que le vent se déplace horizontalement et que le but est de déplacer le voilier horizontalement, l'effort est globalement horizontal.
Il existe deux positions de réglage des voiles :
- le réglage à la meilleure finesse,
- Le réglage au maximum de portance[5]

Le bon choix de réglage permettra de limiter la gite du bateau.
Pour approfondir la notion de centre vélique :

## Surtoiler, sous-toiler et toile du temps
Le voilier est limité en vitesse par les formes de sa carène (ou ses foils pour les technologies hydroptère). À partir d'une certaine vitesse, l'énergie dépensée pour faire avancer plus vite le navire croît de façon exponentielle. Cette vitesse limite est caractérisée par le Nombre de Froude. La détermination de cette vitesse (ou évolution de la résistance de la carène) est en dehors de cet article. Pour un voilier classique (à déplacement) une règle pour trouver approximativement la vitesse limite (ou critique) est : un mètre de longueur de ligne de flottaison égal à un nœud,,.
En conséquence, lorsque le voilier a atteint sa vitesse limite, cela ne sert à rien de rajouter de la toile. Le gain de vitesse va être minime. Un surtoilage peut être dangereux, en cas de rafale le navire peut chavirer.
La force du vent est caractérisée par l'Échelle de Beaufort, à chaque échelon correspond une vitesse du vent. Trois zones sont à distinguer :
- peu ou pas de vent, le voilier est vent arrière voire sous spi. Le centre vélique ne pose pas de problème ou de contraintes sévères sur la conception.
- de 2 à 6 Beaufort le voilier marche de mieux en mieux au près.
- vent élevé, le voilier n'est plus en recherche de vitesse[Note 5], mais dans une optique de sécurité (au-dessus de 7 Beaufort). La voile tempête est hissée (tourmentin, ou voile de cape). C'est-à-dire maintenir un bateau dans un maximum de stabilité, donc un angle constant par rapport aux vagues, donc maintenir un cap.

Pour estimer les efforts aérodynamiques et hydrodynamiques et pour ne pas nuire à la lisibilité du propos, une formule approximative est choisie :
{\displaystyle F={\frac {1}{2}}\times \rho \times S\times C\times V^{2}} ou C est approximé à 1.
Pour la carène, la force résistante est : {\displaystyle F={\frac {1}{2}}\times \rho _{eau}\times Maitrebaux\times Tirantdeau\times V_{eau}^{2}}
Cette force est identique à la force d'avancement générée par la voilure d'où {\displaystyle F={\frac {1}{2}}\times \rho _{air}\times S_{voile}\times Vent^{2}}
La vitesse critique du voilier est déterminable grâce aux caractéristiques de la carène. Une formule simple est choisie : {\displaystyle Veau=Lf} avec Lf longueur à la ligne de flottaison en m et V en nœud (à transformer après en m/s pour les autres formules).
d'où :
{\displaystyle \rho _{eau}\times Maitrebaux\times Tirantdeau\times (Lf\times 0.5)^{2}=\rho _{air}\times S_{voile}\times Vent^{2}}
donc
{\displaystyle S_{voile}={\frac {\rho _{eau}\times Maitrebaux\times Tirantdeau\times (Lf\times 0.5)^{2}}{\rho _{air}\times Vent^{2}}}}
À chaque vitesse de vent correspond une surface de voile maximale. Si le voilier a hissé plus de surface de voile que nécessaire le voilier sera dit surtoilé, inversement le voilier sera dit sous-toilé. Dans le troisième cas, le voilier est dit avoir la toile du temps c'est-à-dire ni sous-toilé, ni surtoilé. La formule confirme aussi l'évidence que plus le vent forcit moins la surface est importante
Concrètement, les voiles hissées vont évoluer suivant la force du vent comme suit :
- 0 Beaufort spi symétrique,
- puis spi asymétrique
- gennaker plus grand voile, le voilier passe progressivement au près
- grand-voile plus génois
- grand-voile plus foc
- grand-voile
- au-dessus de 7 Beaufort voile de cape.

## Définition de l'équilibre du voilier
Un voilier est dit bien équilibré sous voile lorsque, faisant route, il n'est pas besoin de donner de la barre (barre à zéro) pour maintenir son cap,.
L'équilibrage est obtenu par conception et par réglage des éléments du voilier (voile dérive...). Une conception est bonne quand chaque élément du voilier réglé de façon optimum engendre un voilier bien équilibré. C'est-à-dire que le marin n'a pas besoin de dégrader la performance des voiles par exemple (prendre plus d'incidence pour avoir moins d'effort au centre vélique par exemple) pour être bien équilibré. Cela implique aussi que le voilier est ni sur-toilé ni sous-toilé c'est-à-dire le voilier fait route à la vitesse critique du bateau. Ces conditions correspondent aussi à des efforts maximum normaux donc au cas le plus dimensionnant hors contrainte de sécurité (stabilité du navire en tempête). L'équilibrage peut être réalisé dans d'autres configurations (sous-toilé) mais sera plus délicat à obtenir.
Donc pour obtenir un voilier bien équilibré, le principe est de choisir pertinemment suivant les conditions météo, les voiles à hisser et leur nombre de ris éventuel.
Comme la surface de voile hissée correspond à la toile du temps (ni sur-toilé, ni sous-toilé) , l'intensité de l'effort au centre vélique est résolue. Il faut se pencher maintenant sur la position du centre vélique. Le problème se décompose suivant les trois dimensions de l'espace , soit équilibrer le voilier suivant : 
- L'axe de gîte
- L'axe de tangage
- L'axe de lacet

Généralement l'étude de l'équilibrage est mené suivant deux axes :
- Le vent est décomposé entre sa composante moyenne et ses variations c'est-à-dire les rafales de vent. L'analyse est faite pour plusieurs niveaux de l'Échelle de Beaufort.
- L'analyse est faite pour chaque amure du voilier (du près au vent arrière), avec une attention particulière pour l'allure donnant le maximum des performances du voilier (portant pour un multicoque, plus proche du près pour un monocoque).

L'équilibrage sera illustré par un voilier type Sloop au près avec le poids concentré dans le lest de quille et par vent modéré, jolie brise.

### Équilibre suivant l'axe de tangage

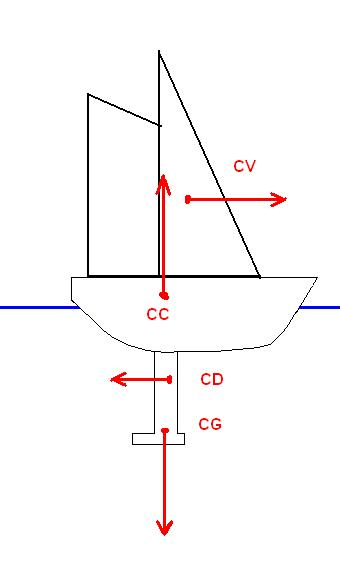
Placement des différents centres sur le voilier

Les moments et les efforts suivant le plan vertical ou axe de tangage, doivent être équilibrés.
Du point de vue des efforts suivant ce plan vertical :
Par leur nature même les efforts du centre vélique CV et du centre d'anti-dérive CD sont quasi parallèles et en gros se compensent.
De même les efforts du centre de gravité CG sont verticaux et la poussée d'Archimède (ou effort du centre de carène CC) est aussi verticale. Ces deux efforts se compensent en gros.
Même avec une assiette prononcée du voilier, c'est uniquement l'effort du centre anti-dérive qui retient le navire. La composante de cet effort du centre CD sur le plan vertical est la trainée. Comme la trainée augmente avec la vitesse, plus la carène est profilée plus le navire est susceptible d'aller vite.
Du point de vue des moments suivant ce plan vertical :
Au repos sans vent, les efforts véliques sont nuls. Donc pas d'effort hydrodynamique, l'effort au centre d'anti-dérive est nul.
La gravité et la poussée Archimède se compensent exactement. Les centres CC et CG sont sur la même ligne verticale. L'assiette du voilier est nulle.
Du fait que le centre vélique est forcément en haut (dans la zone des voiles), dès que le vent agit, il se crée un couple ou moment. De même le centre anti dérive est forcément placé dans les œuvres vives, il est forcément résistant à l'avancement du navire donc il génère un couple de même sens que la poussée vélique.
Il y a deux conséquences :
- ce moment donne une assiette au voilier. Le navire en gros pivote autour de CC (plus prononcé en vent arrière).
- il faut compenser ce moment.

Avec une assiette, CG pivote vers le haut, il crée donc un couple de compensation. De même CC dépend du tangage donc si la carène n'est pas sphérique, le déplacement de CC peut créer un couple de compensation.

### Équilibre suivant l'axe de gîte

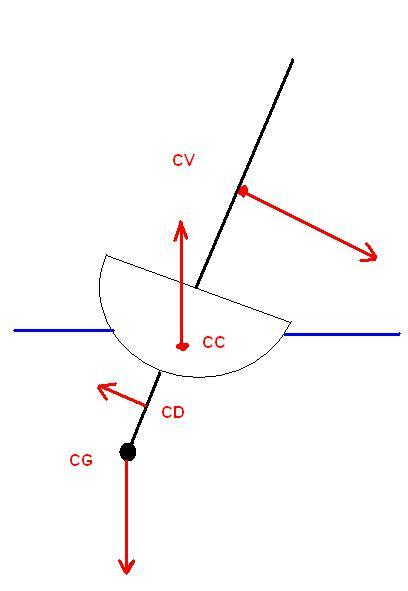
Placement des différents centres sur le voilier.

En première approximation nous pouvons faire les approximations suivantes :
- par leur nature même les efforts du centre vélique CV et du centre d'anti-dérive sont quasi parallèles et se compensent,
- de même les efforts du centre de gravité CG et la poussée d'Archimède (ou effort du centre de carène CC) sont quasi verticaux et se compensent.
Du point de vue des moments suivant la gîte :
Au repos sans vent, les efforts véliques sont nuls. Donc pas d'effort hydrodynamique, l'effort au centre d'anti-dérive est nul. La gravité et la poussée Archimède se compensent exactement. Les centres CC et CG sont sur la même ligne verticale. Le voilier n'a pas de gîte.
Du fait que le centre vélique est forcément en haut (dans la zone des voiles), dès que le vent agit, il se crée un couple ou moment, dit couple de chavirage (idem pour le centre anti-dérive). Il y a deux conséquences :
- ce moment donne une gîte au voilier. Le navire pivote approximativement autour de CC.
- il faut compenser ce moment par un couple opposé dit couple de redressement (ou de rappel)[15].

Avec une gîte CG pivote vers le haut, il crée donc un couple de compensation. Le centre de carène CC intervient aussi. CC dépend de la gîte donc si la carène n'est pas sphérique, le déplacement de CC peut créer un couple de compensation, en fait une carène est conçue en ce sens.

### Équilibre suivant l'axe de lacet

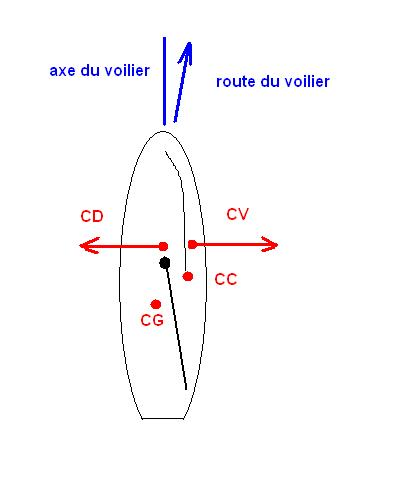
Placement des différents centres sur le voilier.

La poussée d'Archimède CC et la pesanteur CG sont parfaitement verticales. Elles n'interviennent pas dans l'équilibrage en lacet.
De ce fait les efforts véliques et d'anti-dérive sont de même valeur mais de sens opposé.
Si les centres véliques et d'anti-dérive ne sont pas sur la même direction que les efforts alors il se crée un couple (ou moment) . Le voilier tournera, le voilier sera soit ardent soit mou. Il faudra soit compenser à la barre pour maintenir le cap ou jouer sur les voiles pour ré-aligner les efforts et les centres.
En vent arrière, le problème ne se pose plus. L'effort du centre anti-dérive CD est uniquement de la traînée, traînée qui ralentit le navire. Donc, si cela est possible, les équipiers relèveront la dérive.

#### Dérive du navire ou interaction entre axe de lacet et axe de gîte
La dérive du navire est liée à la façon dont l'architecte naval conçoit la compensation de la gîte. La gîte est due au moment créé par la poussée vélique au près.
Un bon moyen pour compenser le moment généré par la poussée vélique est de mettre en place un contre poids. Plus le bras de levier sera grand, plus le poids à mettre sera faible. Le poids peut être fixe, variable ou mobile. Par exemple, la solution des praos consiste à utiliser un poids fixe placé sur un bras hors de l'eau. Dans un dériveur, c'est le marin qui fait contre poids en se plaçant judicieusement suivant les allures (voir trapèze). La solution des ballasts que l'on remplit (poids variables) comme par exemple sur les bateaux de course au large ou l'hydroptère est aussi une solution. L'effort du poids est vertical, et donc pour compenser cet effort il faut une jauge de coque plus importante. Mais alourdir le bateau a rapidement ses limites. Il est possible d'envisager que la compensation de l'effort vertical du poids peut être faite avec des foils immergés horizontalement qui grâce à la vitesse du navire provoquent une portance verticale. Cette solution est novatrice et rare (seulement un hydroptère utilise cette méthode de compensation : L'Hydroptère, Moth (bateau)).
La solution de la quille lestée est souvent employée par les gains en stabilité quelle procure. Néanmoins le bras de levier ne peut être très long, le navire aurait une trop grande surface mouillée (résistance à l'avancement élevée) et un trop grand tirant d'eau. Avec un bras de levier assez faible le poids à placer sera trop important pour garder une gîte pas raisonnable (c'est-à-dire avoir une marge de stabilité raisonnable sous gîte élevée), donc la compensation du couple de la poussée vélique n'est pas uniquement due au moment créé par le centre de gravité CG.
Autre solution pour compenser le moment généré par la poussée vélique, le centre de carène CC crée aussi un couple de compensation. Plus la coque sera large plus ce couple de compensation sera important. C'est le principe des multicoques ou monocoques larges. Mais une carène large signifie une carène avec une importante surface mouillée (résistance à l'avancement élevée), pénalisant le voilier en vent arrière. Cette solution a aussi ses limites.
Autres voies, créer un effort hydrodynamique CD à partir des formes immergées. Pour un comportement symétrique du voilier aux amures, les carènes de voilier sont symétriques. Ceci vaut pour la quille. Or un profil de carène symétrique ne génère pas de portance à incidence nulle. Il faut créer de la dissymétrie, dissymétrie qui créera de la portance. Cette portance compensera la gîte créée par l'effort du centre vélique.
Trois solutions sont possibles :
- la gîte crée une dissymétrie de la forme immergée donc crée une portance
- le voilier avance légèrement de travers (dérive), la surface de la quille en particulier n'est plus à incidence nulle, et donc crée de la portance.
- immerger un foil vertical à profil dissymétrique.

Mais cette solution n'est pas viable pour compenser le moment de la poussée vélique. En effet le sens de l'effort du centre de dérive CD serait identique à celui de la poussée vélique. Le voilier glisserait sur le côté, le voilier aurait une dérive astronomique. Il ne marchait pas au près donc ne profiterait pas de l'effet portance des voiles. L'effort de la poussée vélique est contrecarré uniquement par le centre de dérive suivant le plan horizontal (Les efforts de CC et CG sont purement verticaux). Le centre de dérive ne doit pas compenser le couple généré par la poussée vélique sous peine de forte dérive du voilier. Au contraire l'effort du centre de dérive doit être de sens opposé à la poussée vélique participant ainsi à la gîte du voilier.
La solution foil vertical est peu utilisée pour contrecarrer la poussée vélique (Moth, L'Hydroptère ...), par conséquent un voilier avance légèrement de travers pour créer de la dissymétrie (incidence) dans les œuvres vives. Autrement dit le voilier dérive légèrement pour compenser les efforts sur les voiles ,
, .

## Voilier mou ou ardent: position du centre vélique
La position du centre vélique joue un rôle primordial sur la qualité de navigation d'un voilier. Un centre vélique mal positionné fait des navires peu manœuvrables, mous ou bien inversement ardents. Le but est de bien positionner les centres entre eux :
- centre vélique,
- centre carène,
- centre de dérive,
- centre de gravité[22].

La position relative des centres doit conduire à un équilibre du navire sous voiles. Cet équilibre sera dit bon quand la barre n'a pas besoin d'être sollicitée pour maintenir cet équilibre (barre à zéro). La position des différents centres peut-être étudiée par ordinateur. Les centres ne sont pas fixes et dépendent de nombreux paramètres (comme précédemment expliqué).
Les éléments principaux guidant le concepteur dans le placement relatif des centres sont expliqués pour un monocoque classique.
Par nature même une voile est plus efficace avec l'effet portance et avec l'effet vent apparent bien supérieure au vent réel donc, le voilier est naturellement optimisé pour la navigation au allure du près. Les polaires vitesses des monocoques distinguent deux cas :
- le cas grand voile plus voile d'avant,
- le cas sous spi, c'est-à-dire les allures sous vent arrière.

En vent arrière l'effort nécessaire pour faire chavirer le navire est bien plus élevé que par le travers (la carène d'un navire n'est pas sphérique). Cela signifie que la surface de voile que l'on peut hisser est bien plus importante. La surface est si importante que la poussée contribuant à faire avancer le navire est énorme. Le voilier prend rapidement de la vitesse. Mais plus le voilier avance vite plus le vent apparent diminue. Le voilier ne peut aller plus vite que le vent apparent qui est son moteur. Le voilier arrive donc à sa vitesse maximale sans pouvoir dépasser la vitesse du vent apparent. Le cas sous spi est donc moins contraignant, problématique et intéressant que le cas au près pour les architectes navals.
Les autres allures sont étudiées sous un aspect de sécurité plus que de performance pure.
Sans vent le centre de gravité et le centre de carène sont automatiquement sur une même ligne verticale. La position initiale de ces deux centres est la position du bateau dans ses lignes. Cette remarque indique que ces deux centres sont assez dé-corrélés des deux autres centres.
Il reste la position relative du centre vélique par rapport au centre de dérive, la position dépend des points suivants :
- Le centre vélique positionné dans les hauts fait pivoter (tangage) vers l'avant le voilier, donc le centre de dérive pivote vers l'avant, il faut en tenir compte. De même la gîte du navire change la forme de la surface mouillée, et suivant la forme de carène ce changement peut aussi créer un couple qu'il faut compenser[25].
- de plus le voilier dérive naturellement, c'est-à-dire que le voilier a pivoté suivant l'axe vertical (lacet). Ce faisant le centre de dérive a donc un peu avancé. Il faut donc contrecarrer aussi cet effet.
- La majorité des voiliers sont conçus et réglés pour être légèrement ardents. Pour la sécurité, il est préférable que le voiler soit ardent, si pour une raison ou une autre, la barre est abandonnée, ou qu'une survente arrive, automatiquement, le voilier lofera et s'arrêtera. Dans les mêmes conditions, un voilier mou abattra, empannera, et peut-être chavirera[16].

En conséquence un voilier est bien conçu (bien équilibré suivant toutes les conditions) quand le centre vélique au près serré suivant l'axe poupe à proue est 10 à 20 % de la longueur de flottaison devant le centre de dérive à gîte, tangage et lacet nuls ,. Attention, la règle précédente décrit une position de centre de dérive sans dérive, et un centre vélique pour des voiles orientées proue poupe. Cette situation est irréaliste, ce décalage de 10 à 20 % sur le « papier » disparaitra totalement lorsque le navire fera route car un voilier bien équilibré (ni mou ni ardent), lorsqu'il fait route les centre vélique et de dérive sont confondus suivant l'axe de lacet . Si la position du centre vélique est trop en arrière par rapport au centre de dérive, le navire sera ardent. Inversement si la position est trop avant, le navire sera mou,,. Mais un voilier mou ou ardent ne veut pas dire que l'équilibrage avec une barre à zéro soit impossible, cela signifie que le voilier est mal conçu. Pour bien équilibrer un voilier mal conçu, il faudra dégrader le bon réglage d'une voile pour changer la position du centre vélique.
De même plus le centre vélique est en hauteur, plus le couple exercé suivant l'axe poupe à proue par la poussée vélique sera important, donc plus le bateau gîtera, donc moins la voile sera efficace. Il est donc préférable d'avoir un centre vélique le plus bas possible par gros temps pour un maximum de réserve de stabilité (minimiser gîte et assiette), le plus haut possible par vent faible pour profiter des effets de la carène.